# 1979년 대한민국의 영화 목록
다음은 1979년에 개봉됐던 대한민국의 영화 목록이다.

## 목록
- 12인의 하숙생
- O녀
- O양의 아파트 2
- 가시를 삼킨 장미
- 가을비 우산속에
- 경찰관
- 과부
- 꽃띠 여자
- 꽃밭에 나비
- 꽃순이를 아시나요
- 나녀
- 나팔수
- 낙조
- 내가 버린 남자
- 내일 또 내일
- 너는 여자 나는 남자
- 누가 이 아픔을
- 달마신공
- 당산비권
- 도깨비 감투
- 도시의 사냥꾼
- 독신녀
- 돌의 초상
- 동백꽃 신사
- 돛대도 아니달고
- 땅콩껍질속의 연가
- 로맨스 그레이
- 마지막 찻잔
- 말띠 며느리
- 맨발의 청춘
- 목마 위의 여자
- 무림대협
- 물도리 동
- 밤이면 내리는 비
- 별나라 삼총사
- 병태와 영자
- 보물섬
- 불행한 여자의 행복
- 비목
- 비색
- 비취호리
- 사랑의 조건
- 사랑이 깊어질 때
- 사문의 승객
- 산중전기
- 살인나비를 쫓는 여자
- 석양의 십번가
- 순자야
- 시라소니
- 신권비객
- 심봤다
- 아니 벌써
- 아리송해
- 아침에 퇴근하는 여자
- 야시
- 여수
- 오빠가 있다
- 외팔이 권왕
- 우리는 밤차를 탔읍니다
- 우주흑기사
- 은하함대 지구호
- 을화
- 이십육×삼백육십오=0
- 전우가 남긴 한마디
- 제3한강교
- 족보
- 죽음보다 깊은 잠
- 중원의 백일홍
- 천하 제일권
- 청춘의 덫
- 최후의 정무문
- 추격자
- 축 총각졸업
- 태극소년 흰 독수리
- 태양을 훔친 여자
- 터질듯한 이 가슴을
- 하늘아래 슬픔이
- 학을 그리는 여인
- 혈육마방
- 호국팔만대장경
- 화조

## 참고 자료
- KOFIC 영화데이터베이스